# Чемпіонат світу з футболу серед глухих
Чемпіонат світу з футболу серед глухих — це всесвітні змагання з футболу серед глухих, що проводяться кожні чотири роки. Він організований Міжнародним комітетом спорту для глухих (CISS) і вперше був проведений у 2008 році.

## Чемпіонати по роках
|        | Рік      | Країна-господар                    | Дати                  | Країни-учасниці | Чоловіки  | Чоловіки  | Чоловіки | Жінки  | Жінки     | Жінки      |                         |
| ------ | -------- | ---------------------------------- | --------------------- | --------------- | --------- | --------- | -------- | ------ | --------- | ---------- | ----------------------- |
| Золото | Рік      | Країна-господар                    | Дати                  | Країни-учасниці | Срібло    | Бронза    | Золото   | Срібло | Бронза    |            |                         |
| 1      | 2008 рік | Греція, Патри                      | 1-12 липня            | 15 (Ч) 5 (Ж)    | Німеччина | Туреччина | Франція  | Росія  | Німеччина | В.Британія | [ 1 ] [ 2 ]             |
| 2      | 2012 рік | Туреччина, Анкара                  | 16-28 липня           | 15 (Ч) 5 (Ж)    | Туреччина | Єгипет    | Україна  | США    | Росія     | Німеччина  | [ 1 ] [ 3 ]             |
| 3      | 2016 рік | Італія, Агрополі, Капаччо, Салерно | 19 червня-2 липня     | 16 (Ч) 6 (Ж)    | Туреччина | Німеччина | Росія    | США    | Росія     | В.Британія | [ 1 ] [ 4 ] [ 5 ] [ 6 ] |
| 4      | 2023 рік | Малайзія, Куала-Лумпур             | 20 вересня — 8 жовтня | 19 (Ч) 5 (Ж)    | Україна   | Японія    | Сенегал  | США    | Туреччина | Польща     | [ 7 ] [ 8 ]             |

## Сумарно медалей

### Чоловіки
| Місце               | Країна              | Золото | Срібло | Бронза | Загалом |
| ------------------- | ------------------- | ------ | ------ | ------ | ------- |
| 1                   | Туреччина           | 2      | 1      | 0      | 3       |
| 2                   | Німеччина           | 1      | 1      | 0      | 2       |
| 3                   | Україна             | 1      | 0      | 1      | 2       |
| 4                   | Єгипет              | 0      | 1      | 0      | 1       |
| 4                   | Японія              | 0      | 1      | 0      | 1       |
| 6                   | Росія               | 0      | 0      | 1      | 1       |
| 6                   | Сенегал             | 0      | 0      | 1      | 1       |
| 6                   | Франція             | 0      | 0      | 1      | 1       |
| Загалом (8 збірних) | Загалом (8 збірних) | 4      | 4      | 4      | 12      |

### Жінки
| Місце               | Країна              | Золото | Срібло | Бронза | Загалом |
| ------------------- | ------------------- | ------ | ------ | ------ | ------- |
| 1                   | США                 | 3      | 0      | 0      | 3       |
| 2                   | Росія               | 1      | 2      | 0      | 3       |
| 3                   | Німеччина           | 0      | 1      | 1      | 2       |
| 4                   | Туреччина           | 0      | 1      | 0      | 1       |
| 5                   | Велика Британія     | 0      | 0      | 2      | 2       |
| 6                   | Польща              | 0      | 0      | 1      | 1       |
| Загалом (6 збірних) | Загалом (6 збірних) | 4      | 4      | 4      | 12      |